# Стэнли, Логан
Логан Стэнли (англ. Logan Stanley; род. 26 мая 1998, Уотерлу, Онтарио) — канадский профессиональный хоккеист, защитник клуба национальной хоккейной лиги «Виннипег Джетс» (с 2020 года).

## Клубная карьера
В юности Логан Стэнли выступал за «Ватерлоо Вулвз» в AHMMPL, затем в 2014 году был выбран в первом раунде под общим 12-м номером на драфте OHL командой «Виндзор Спитфайрз». 9 мая 2014 года Стэнли перешел в «Спитфайрз» из OHL, чтобы играть под руководством Боба Бугнера.
7 декабря 2016 года Стэнли подписал трёхлетний контракт с «Виннипег Джетс».
В январе 2017 года, по ходу сезона 2016/17 года, Стэнли повредил колено и не выходил на поле до апреля. 28 мая 2017 года Стэнли с «Виндзор Спитфайрз» выиграл Мемориальный кубок.
8 августа 2017 года Стэнли был обменян в «Китченер Рейнджерс». Несмотря на свой переход, в конце сезона Стэнли был награжден «Спитфайрз» премией Скотта Миллера.
Благодаря своим результатам Стэнли был приглашен в тренировочный лагерь «Виннипег Джетс» перед сезоном 2017/18 годов, однако он не смог попасть в заявку и был отправлен обратно в ОХЛ. В сезоне ОХЛ 2017/18 года Стэнли получил дисквалификацию на две игры за удар головой Акила Томаса во время матча.
После посещения тренировочного лагеря «Джетс» в 2018 году Стэнли был переведен в «Манитоба Мус». В сезоне 2020/21 годов Стэнли, наконец, пополнил состав «Виннипег Джетс» и уже в дебютном сезоне добился нескольких успехов. 27 марта 2021 года забил свою первую шайбу в Национальной хоккейной лиге.
4 августа 2021 года «Виннипег Джетс» переподписали со Стэнли двухлетний контракт на сумму 1,8 миллиона долларов.
19 августа 2023 года «Виннипег Джетс» вновь переподписали со Стэнли годовой контракт на сумму 1 миллион долларов.

## Карьера в сборной
Стэнли выступал за сборную Канады на чемпионате мира по хоккею с шайбой среди юниоров 2016 года.
В 2017 году был приглашен в тренировочный лагерь сборной Канады для подготовки к молодёжному чемпионату мира по хоккею с шайбой, но в окончательный состав сборной не включен.

## Семья
Стэнли — двоюродный брат Майкла Латты, бывшего игрока НХЛ, выступавшего за «Вашингтон Кэпиталз».